# Anna (Russland)

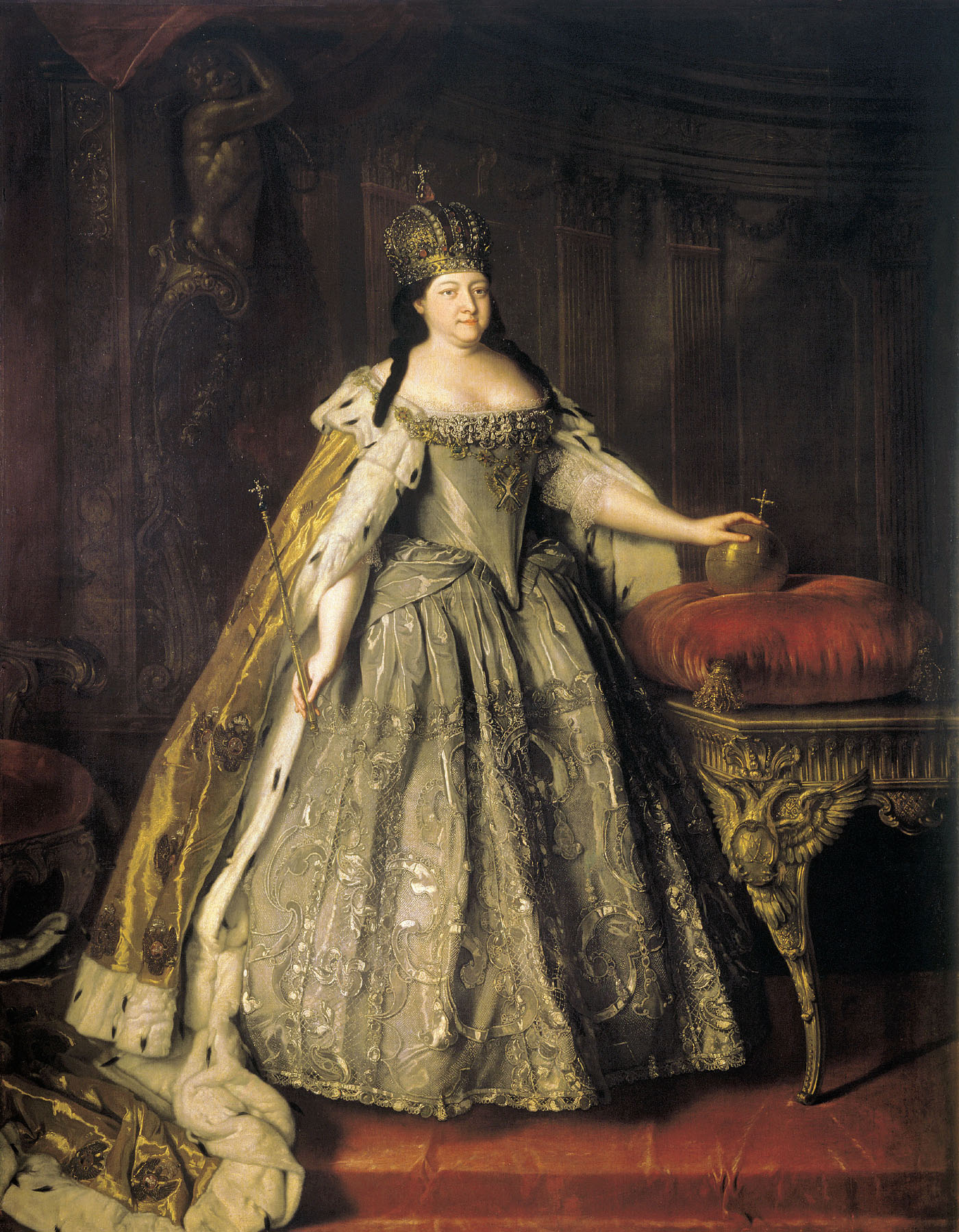
Kaiserin Anna im Krönungsornat, von Louis Caravaque (1730)

Anna Iwanowna (Анна Ивановна Anna Ivanovna; auch – und hauptsächlich – Анна Иоанновна Anna Ioannovna * 28. Januarjul. / 7. Februar 1693greg. in Moskau; † 17. Oktoberjul. / 28. Oktober 1740greg. in Sankt Petersburg) war Kaiserin von Russland von 1730 bis 1740.

## Leben

### Familie
Anna war die vierte Tochter von Zar Iwan V. von Russland (1666–1696) und dessen Gemahlin Praskowja Fjodorowna Saltykowa (1664–1723) sowie Halbnichte des Zaren, später Kaisers Peter dem Großen.

### Regentin in Kurland
Anna wurde im November 1710 mit Herzog Friedrich Wilhelm von Kurland und Semgallen (1692–1711) verheiratet und fungierte nach dessen frühem Tod als – allerdings nicht unbestrittene – Regentin des Herzogtums Kurland und Semgallen innerhalb von Polen-Litauen.
Anna residierte ab 1711 in Mitau und war dort völlig dem Wohlwollen Peters des Großen unterworfen. Der Zar stützte sie als Regentin, um den russischen Einfluss in Kurland zu gewährleisten, versah sie aber nur mit einer knappen Apanage, die kaum ausreichte, um das Hofpersonal zu bezahlen. Als Annas Obersthofmeister fungierte der Russe Pjotr Rjumin-Bestuschew, der sie, obwohl fast drei Jahrzehnte älter, im Geheimen als Liebhaber verführte und sie langjährig völlig unter seinen Willen brachte. Auch ihre Mutter, die Zarin Praskowja Saltykowa, machte der Tochter bis zu ihrem Tod 1723 brieflich Vorschriften, die den Lebensstil und die Auswahl ihrer Beziehungen umfassten.
1726 erschien Graf Moritz von Sachsen als Brautwerber Annas am Hof von Mitau. Das Werben schmeichelte zwar Anna, aber weniger dem Zaren, welcher sofort den Fürsten Alexander Menschikow absandte, um diese Liaison zu unterbinden. Nachdem Moritz von Sachsen aus Kurland vertrieben war, stieg der kurländische Adelige Ernst Johann von Biron (1690–1772) als erster Günstling Annas auf. Biron fungierte schon länger als Sekretär der Herzogswitwe, dann als Hofmeister und enger Vertrauter Annas, in dieser Position machte er sich jetzt unentbehrlich. Als Anna 1730 Kaiserin von Russland wurde, folgte er ihr an den Hof nach Sankt Petersburg.

## Regentschaft

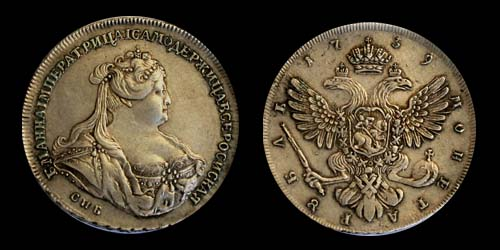
Rubelmünze aus dem Jahr 1739 mit dem Bild der Kaiserin

Nach dem Tod ihres Halbneffen zweiten Grades (also des Sohnes ihres Halbcousins), des Kaisers Peter II., bestieg sie den Thron und wurde 1730 zur Kaiserin gekrönt. Diese Nachfolge war durch den Kanzler Heinrich Johann Friedrich Ostermann erreicht worden, obwohl Anna Petrowna und Jelisaweta Petrowna Romanowa, die zwei Töchter Peters, bzw. deren Nachkommen, vorrangig Ansprüche auf den Thron gehabt hätten. Ostermann verhandelte für die von ihm favorisierte Thronfolge mit den Bojaren und unter dem schriftlichen Zugeständnis, dass Adel und Senat Mitbestimmungsrechte bei der Politik bekämen, wurde Anna inthronisiert.
Dieses Dokument wurde von Anna nach ihrer Krönung widerrufen. Sie löste sich von konstitutionellen Beschränkungen des Adels und rief sich zur Alleinherrscherin aus. Diese handstreichartige Machtergreifung blieb eine Einzelerscheinung. Anna kümmerte sich in der Folge wenig um die Regierungsgeschäfte und zog es vor, ihren Vergnügungen nachzugehen wie dem Jagdsport in einem ihrer Parks. Der ausgeprägte Luxus, mit dem sich die Kaiserin umgab, war selbst nach den Maßstäben des russischen Hofes einzigartig. Trotz ihres politischen Desinteresses besaß Anna einen feinen Machtinstinkt. In den zehn Jahren ihrer Regierungszeit blieb ihre Herrschaft erstaunlich stabil und musste sich keiner nennenswerten Opposition erwehren.
Unter der Kaiserin Anna erhielt Sankt Petersburg, die Gründung ihres Halbonkels, den Status der Hauptstadt zurück und wurde grundlegend verändert: die Stadt wurde in fünf Stadtteile geteilt. Das Zentrum wanderte von der Petrograder Seite zu der Großen Seite bei der Admiralität. 1732 bis 1740 wurden hier städtebauliche Probleme gelöst, die für Jahrhunderte die architektonische „Biographie“ Sankt Petersburgs vorherbestimmten. Das von Kaiserin Anna und ihrer Kommission entworfene dreistrahlige Straßensystem im Zentrum der Stadt bestimmt noch heute ihre Struktur. Newski-Prospekt, Gorochowaja Uliza und Wosnessenski-Prospekt durchschneiden, von der Admiralität ausgehend, strahlenförmig den historischen Kern.
Unter Annas Regierung erhielt der deutsch-baltische Adel, namentlich ihr Günstling Ernst Johann von Biron, großen Einfluss. Während der sogenannten Bironowschtschina soll er unter ihrem Namen 12.000 Verschwörer hingerichtet und 20.000 weitere nach Sibirien verbannt haben.
Das Ministerkabinett wurde seit 1731 vom Kanzler Gawrila Golowkin geführt, als Vizekanzler fungierte Heinrich Johann Friedrich Ostermann, als Kabinettsminister wirkte Alexei Tscherkasski, zu dem 1735 auch die Minister Pawel Jaguschinski und Artemij Wolynski dazukamen. Der 1732 zum Feldmarschall ernannte Burkhard Christoph von Münnich befehligte die russische Armee und kämpfte von 1736 bis 1739 gegen die Türken. Der Günstling Biron blieb aber unangefochten wichtigster Berater der Zarin und wurde von Anna 1737 zum Herzog von Kurland und Semgallen ernannt. Unter ihrer Regierung löste das Zarenreich 1733 den Polnischen Thronfolgekrieg (1733–1738) und den Russisch-Österreichischen Türkenkrieg (1736–1739) aus, die jedoch nur zu geringfügigen Eroberungen führten.
Ihre zehnjährige Regierungszeit wird auch als die „dunkle Epoche“ zwischen der Ära von Peter dem Großen und derjenigen der Kaiserin Elisabeth bezeichnet.

## Nachfolge
Da ihre kurze Ehe kinderlos geblieben war und kein männlicher Thronfolger ernannt war, bestimmte Anna ihren Großneffen, den Enkel ihrer älteren Schwester Katharina, zu ihrem Nachfolger, den man als Kleinkind unter dem Namen Iwan VI. (1740–1764) zum Kaiser ausrief. Dieses erwies sich allerdings als schweres Erbe und hatte keinen politischen Bestand. Die Inthronisation ihres zwei Monate alten Großneffen stürzte Russland zum wiederholten Male in Turbulenzen.